# В поисках Эрика
«В поисках Эрика» (англ. Looking for Eric) — кинофильм режиссёра Кена Лоуча, вышедший на экраны в 2009 году. Был снят в Большом Манчестере компанией Sixteen Films.

## Сюжет
Немолодой почтальон Эрик Бишоп не слишком доволен своей жизнью. Много лет назад он расстался с женой и дочерью и теперь сильно жалеет об этом. Сыновья, доставшиеся ему от второй жены, не хотят его даже слушать и путаются с какими-то подозрительными личностями. Единственными минутами за все эти годы, когда он был по-настоящему счастлив, были мгновения бесподобной игры Эрика Кантона, кумира всех болельщиков «Манчестер Юнайтед». Но те времена уже давно остались в прошлом, и ничто не греет душу Эрика Бишопа. И вот однажды, после того как он с горя покурил травки, к нему явился сам Кантона…

## В ролях
- Стив Иветс — Эрик Бишоп
- Эрик Кантона — камео
- Стефани Бишоп — Лили
- Джерард Кирнс — Райан
- Стефан Гамбс — Джесс
- Люси-Джо Хадсон — Сэм
- Джон Хеншоу — «Котлета»
- Джастин Мурхауз — Сплин
- Дес Шарплз — Джек

## Награды и номинации
- 2009 — номинация на «Золотую пальмовую ветвь» Каннского кинофестиваля
- 2009 — номинация на премию Европейской киноакадемии лучшему актёру (Стив Иветс)